# Eagle megye
Eagle megye az Amerikai Egyesült Államokban, azon belül Colorado államban található. Megyeszékhelye Eagle, legnagyobb városa Edwards. Lakosainak száma 55 731 fő (2020. április 1.). Eagle megye Grand, Lake, Pitkin, Summit, Garfield és Routt megyékkel határos.

## Népesség
A megye népességének változása:
| Lakosok száma | 52 092 | 51 768 | 51 921 | 52 460 | 53 605 | 55 731 |
|               | 2010   | 2011   | 2012   | 2013   | 2015   | 2020   |